# Juan Enrique Taladriz
Juan Enrique Taladriz García (Máfil, 3 de marzo de 1946-Valdivia, 26 de octubre de 2019) fue un ingeniero civil, empresario, dirigente deportivo y político chileno, militante de Renovación Nacional (RN). Fue diputado por el distrito n.º 53 entre 1990 y 1998.

## Biografía
Nació en Máfil, el 3 de marzo de 1946. Estuvo casado con Hilda Cecilia Eguiluz Figueroa y fueron padres de tres hijos.
Realizó los estudios primarios y secundarios en el Instituto Salesiano de Valdivia. Estudió en la Facultad de Ciencias Físicas y Matemáticas de la Universidad de Chile, titulándose como ingeniero civil industrial.
Ha sido además director en la Universidad Austral de Chile (UACH) y en el ámbito laboral ha ejercido numerosos cargos directivos en representación de agricultores y madereros de su tierra natal, estuvo por 16 años ejerciendo como ingeniero en Masisa-Laminadora.
El 26 de octubre de 2019 fallecía en Valdivia tras padecer una larga enfermedad. El funeral se celebró el 27 de octubre en el cementerio Parque de Los Laureles de la ciudad chilena.

## Vida política
En las elecciones parlamentarias de 1989, fue elegido diputado por el Distrito N.°53 de Valdivia, Lanco, Mariquina, Máfil y Corral, siendo militante de Renovación Nacional (RN). Durante este período legislativo, de 1990 a 1994, fue parte de las Comisiones de Economía, Fomento y Desarrollo y de Obras Públicas, Transportes y Telecomunicaciones. Además, fue miembro de las Comisiones Especiales de Bienes y de Igualdad de Cultos en Chile.
Fue reelecto en 1993, esta vez para integrar el XLIX Periodo Legislativo (1994-1998), donde participó en las Comisiones de Obras Públicas, Transportes y Telecomunicaciones y de Agricultura, Desarrollo Rural y Marítimo.
Postuló para el Senado, en las elecciones de 1997, sin embargo no fue elegido.

## Actividades complementarias
Fue nombrado presidente del Deportivo Salesiano y uno de los fundadores del Club Deportivo Valdivia, del que fue vicepresidente. 
Además, participó en la directiva del Club de Rodeo y como representante de Instituciones Hispánicas en Valdivia, habiendo anteriormente actuado como cónsul honorario de España.

## Historia electoral

### Elecciones parlamentarias de 1989
- Elecciones parlamentarias de 1989 a Diputados por el distrito 53 (Corral, Lanco, Máfil, Mariquina y Valdivia).[4]

| Candidato                    | Pacto                 | Partido | Votos  | %     | Resultado |
| ---------------------------- | --------------------- | ------- | ------ | ----- | --------- |
| Arturo Hernández Orellana    | Concertación          | ILA     | 18 834 | 21,96 |           |
| Juan Concha Urbina           | Concertación          | PDC     | 32 085 | 37,41 | Diputado  |
| Juan Enrique Taladriz García | Democracia y Progreso | RN      | 22 947 | 26,76 | Diputado  |
| Héctor Bravo Letelier        | Democracia y Progreso | ILB     | 5847   | 6,82  |           |
| Carlos Boero Rodríguez       | Alianza de Centro     | AN      | 1682   | 1,96  |           |
| Israel Navarrete Jaramillo   | Partido Nacional      | PN      | 4366   | 5,09  |           |

### Elecciones parlamentarias de 1993
- Elecciones parlamentarias de 1993 a Diputados por el distrito 53 (Corral, Lanco, Máfil, Mariquina y Valdivia).[5]

| Candidato                    | Pacto                                | Partido | Votos  | %     | Resultado |
| ---------------------------- | ------------------------------------ | ------- | ------ | ----- | --------- |
| Juan Enrique Taladriz García | Unión por el Progreso de Chile       | RN      | 30 060 | 32,89 | Diputado  |
| Exequiel Silva Ortiz         | Concertación por la Democracia       | PDC     | 27 531 | 30,12 | Diputado  |
| Uldaricio Figueroa Valdivia  | Concertación por la Democracia       | PS      | 18 066 | 19,77 |           |
| Edgardo Silva Rojas          | Alternativa Demócratica de Izquierda | PCCh    | 3 325  | 3,64  |           |
| Higinio Fernández Donn       | Unión por el Progreso de Chile       | UCC     | 3 123  | 3,42  |           |
| Hugo Gerter Jara             | La Nueva Izquierda                   | AHV     | 1 556  | 1,70  |           |

### Elecciones parlamentarias de 1997
- Elecciones parlamentarias de 1997, para la Circunscripción 16, Los Lagos Norte [6]

| Candidato                    | Pacto                          | Partido | Votos  | %     | Resultado |
| ---------------------------- | ------------------------------ | ------- | ------ | ----- | --------- |
| Gabriel Valdés Subercaseaux  | Concertación por la Democracia | PDC     | 93 375 | 43,18 | Senador   |
| Marco Cariola Barroilhet     | Unión por Chile                | ILB     | 52 247 | 24,16 | Senador   |
| Juan Enrique Taladriz García | Unión por Chile                | RN      | 38 789 | 17,94 |           |
| Jorge Molina Valdivieso      | Concertación por la Democracia | PPD     | 18 626 | 8,61  |           |
| Guillermo Teillier del Valle | La Izquierda                   | PCCh    | 8949   | 4,14  |           |
| Darío Ergas Benmayor         | Humanista                      | PH      | 4240   | 1,96  |           |